# Frailea pygmaea
Frailea pygmaea är en kaktusväxtart som först beskrevs av Carlos Luis Spegazzini, och fick sitt nu gällande namn av Nathaniel Lord Britton och Joseph Nelson Rose. Frailea pygmaea ingår i släktet Frailea och familjen kaktusväxter.

## Underarter
Arten delas in i följande underarter:
- F. p. albicolumnaris
- F. p. pygmaea
- F. p. tuyensis

## Bildgalleri

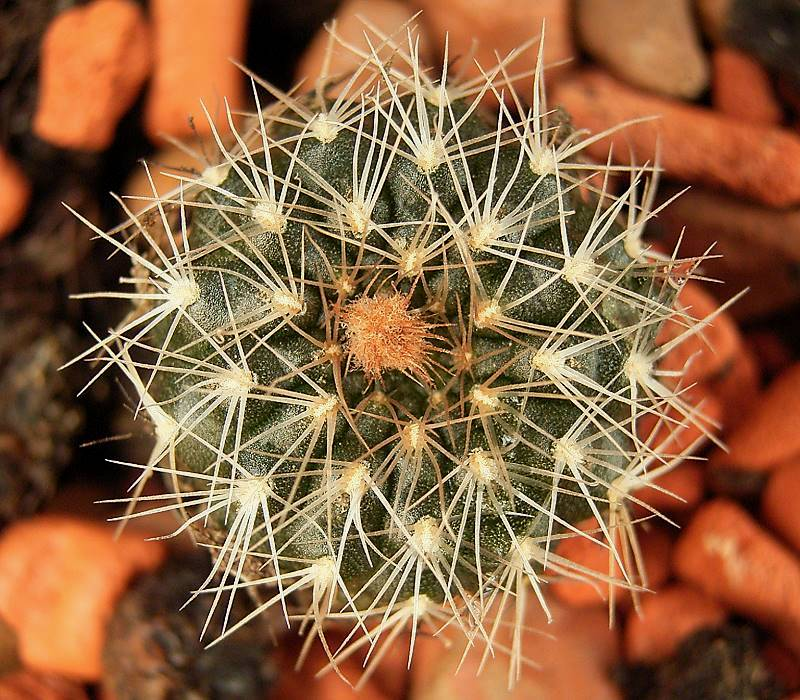
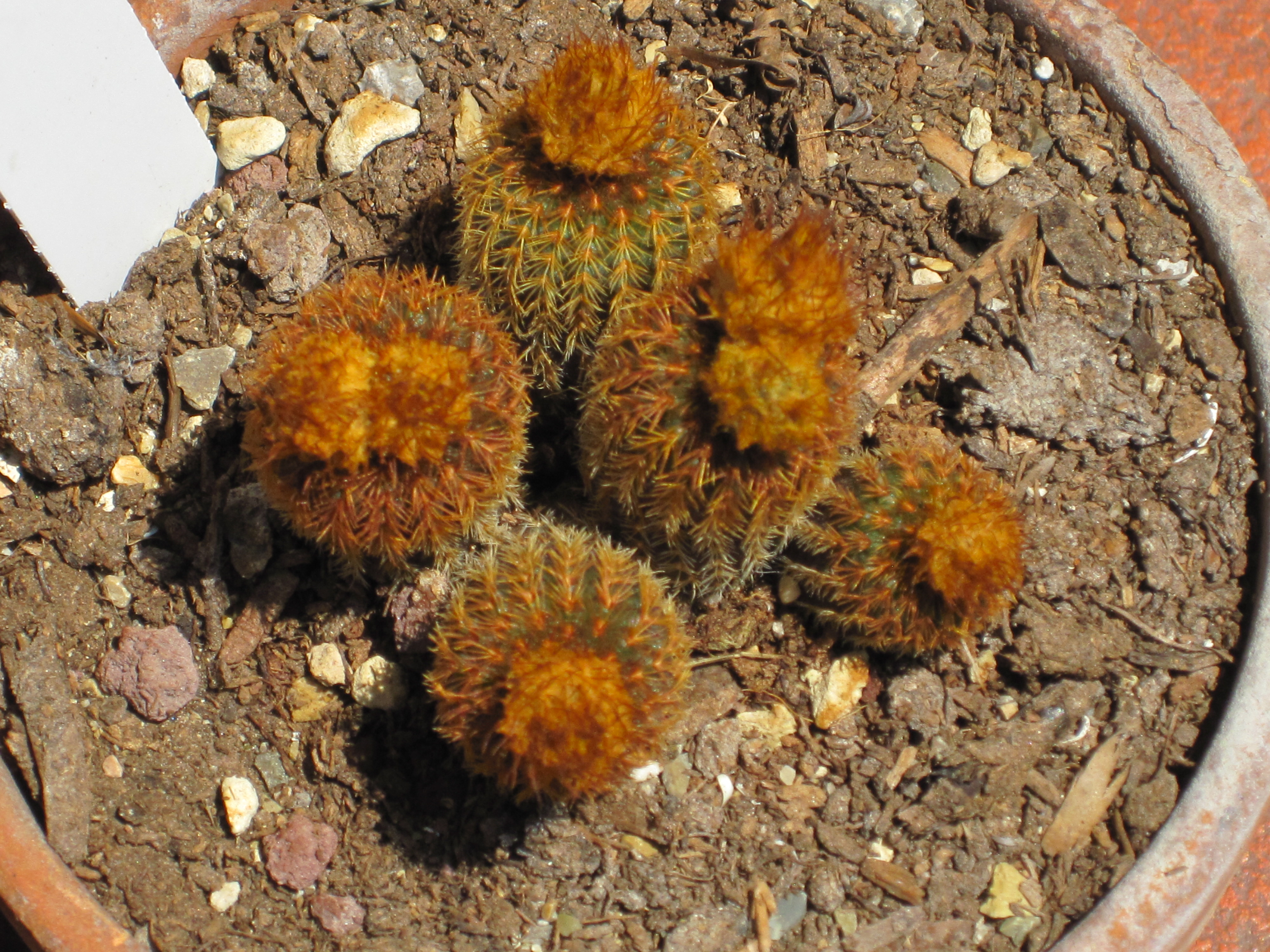
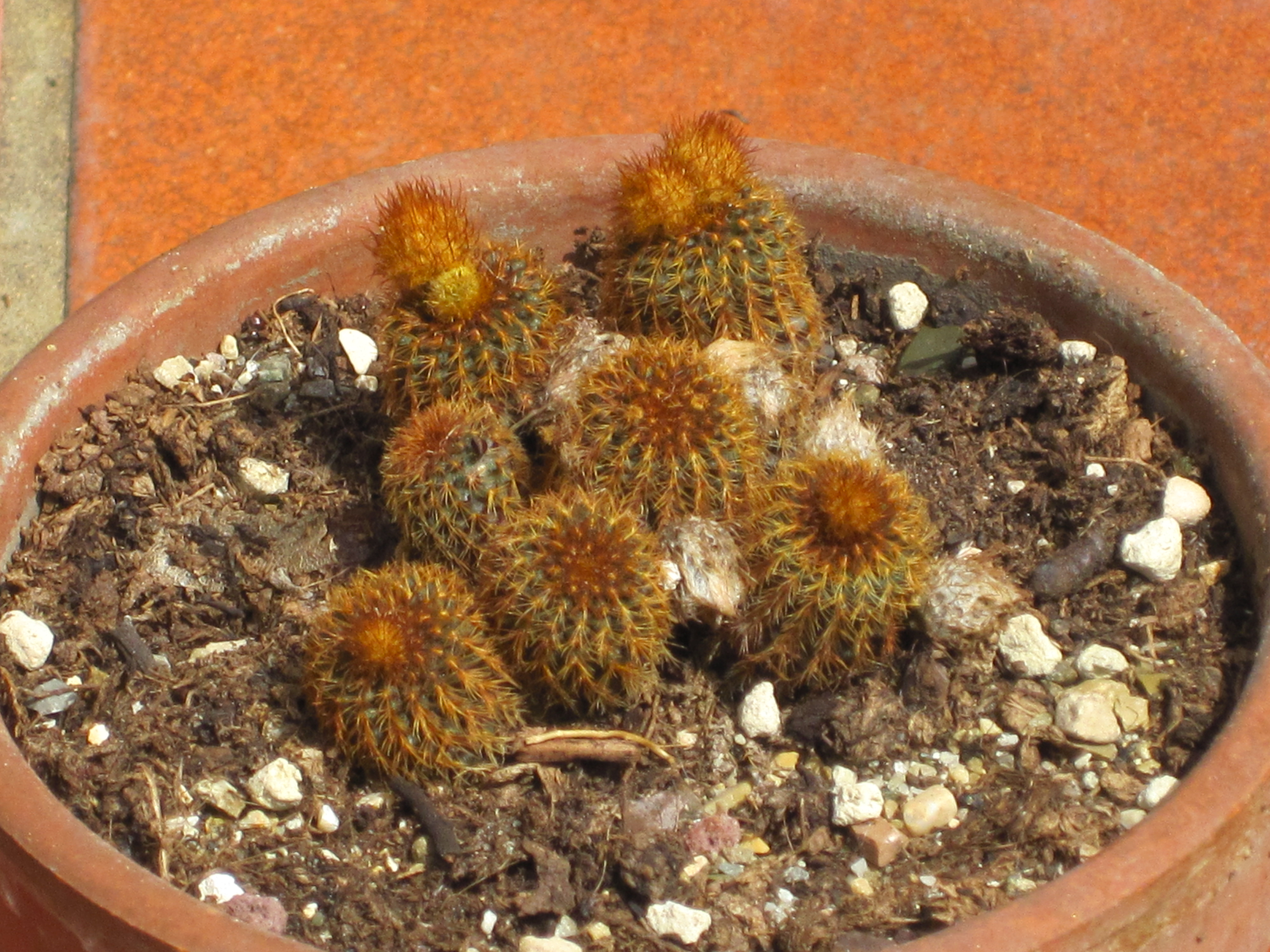